# Interstate 795 (Floride)
Pour les articles homonymes, voir Interstate 795.
La State Road 9B (SR 9B) / Interstate 795 (I-795) est une autoroute de 7 miles (11 km) du sud de Jacksonville, en Floride. Son terminus sud se trouve à la jonction de la CR 2209 dans le comté de Saint Johns. Son terminus nord se trouve au point sud-est de l'I-295.

## Description du tracé
L'I-795 débute à un échangeur avec la CR 2209 à St. Johns et se dirige vers le nord. L'autoroute croise l'I-95 et continue vers le nord. Elle rencontre une voie locale et se termine à la jonction avec l'I-295.

## Liste des sorties
| Interstate 795    |              |      |      |        | |                                                            |
| Comté             | Municipalité | mi   | km   | Sortie | Intersections / Destinations | Notes                                                      |
| Saint Johns       | Saint Johns  | 0,00 | 0,00 |        | CR 2209 (St. Johns Parkway) | Intersection à niveau                                      |
| Saint Johns       | Saint Johns  |      |      | 6      | Racetrack Road Connector (Peyton Parkway)                                                                                        |                                                            |
| Duval             | Jacksonville | 1,34 | 2,16 | 4      | I-95 – Jacksonville, Daytona Beach                                                                                               | Indiqué sortie 4A (nord) et 4B (sud); sortie 333 de l'I-95 |
| Duval             | Jacksonville | 2,53 | 4,08 | 3      | Flagler Center Boulevard / Citicards Way / Veveras Drive                                                                         | Sortie direction sud seulement                             |
| Duval             | Jacksonville | 2,74 | 4,41 | 2      | US 1 (Philips Highway) – Saint Augustine                                                                                         |                                                            |
| Duval             | Jacksonville | 4,92 | 7,91 | 1      | E-Town Parkway |                                                            |
| Duval             | Jacksonville | 5,51 | 8,86 | —      | I-295 nord (Jacksonville Eastern Beltway) – Port de Jacksonville, Aéroport international de Jacksonville, Plages de Jacksonville |                                                            |
| - Accès incomplet |              |      |      |        | |                                                            |